# Indira Huilca Flores
Indira Huilca Flores (Lima, 11 d'agost de 1988) és una sociòloga i política peruana. Activista feminista, lluitadora per la igualtat de gènere, els drets humans, drets dels joves i dels treballadors. És virtual Congressista de la República del Perú per al període 2016 al 2021 per Llima Metropolitana. Va ser candidata i posteriorment triada congressista del Perú per la coalició Frente Amplio en les eleccions generals de el Perú del 2016.

## Biografia
Va néixer en el districte de la Victòria de la província de Lima. Filla de Martha Flores i del dirigent sindical Pedro Huilca Tecse, qui fou secretari de la Confederació General de Treballadors del Perú, el qual va ser assassinat el 1992 pel grup Colina en la porta de la seva casa.
La família Huilca Flores va iniciar un llarg procés que va arribar fins a la Corte Interamericana de Derechos Humanos. Quan aquesta va expedir sentència, durant el govern de Toledo, l'Estat accedí a pagar 250 mil. d'US$, dels quals, 20 mil corresponien a Indira i, segons va estipular la fallada, havia de cobrar-los en complir la majoria d'edat.
Va estudiar en el Col·legi Alfredo Rebaza Acosta de la ciutat de Lima i va realitzar els seus estudis universitaris de Sociologia en la Facultat de Ciències Socials de la Universitat Nacional Major de Sant Marcos, a Lima, Perú i estudia un Mestratge en Ciències Polítiques i Govern a la Pontifícia Universitat Catòlica del Perú.
Va ser part de "La Mestiza Colectiva Feminista de Izquierda" i del Col·lectiu "La Comuna Tejiendo desde el Sur", així com del Movimiento por el Poder Popular (MPP). Actualment és militant del Movimento Sembrar el qual integra el Frente Amplio, que té com a líder a la congressista Verónika Mendoza.

### Trajectòria política
El 2013 va ser triada regidora de la Municipalitat Metropolitana de Lima, on va integrar les Comisiones de Desarrollo Urbano, Medio Ambiente, Mujer y Participación Vecinal, en elles va desplegar una labor d'acompanyament i implementació dels programes municipals com a Barrio Mío, Vivienda Popular i la defensa d'espais públics a Lima. Així mateix, va impulsar la Creació de la Gerencia de la Mujer com a instància responsable de les polítiques públiques d'igualtat de gènere en Llima Metropolitana.
En les eleccions parlamentàries realitzades al Perú el 10 d'abril de 2016 va postular com a candidata al Congrés per Lima per la coalició El Frente Amplio por la Justicia, Vida y Libertat i va ser triada congressista.